# Нестеренковский сельский совет
Нестеренковский сельский совет (укр. Нестеренківська сільська рада) — входит в состав
Полтавского района
Полтавской области
Украины.
Административный центр сельского совета находится в 
с. Нестеренки.

## Населённые пункты совета
- с. Нестеренки
- с. Березовка
- с. Васильцы
- с. Головки
- с. Гонтари
- с. Марьевка
- с. Ступки
- с. Соседки